# Олександр III (король Шотландії)
Олександр III (англ. Alexander III; 4 вересня 1241 — 19 березня 1286) — король Шотландії з 1249, син Олександра II. У 1263 після перемоги над норвезькими військами у Шотландсько-норвезькій війні він розширив свій вплив на Західні острови, що раніше перебували під владою Норвегії. Він зміцнив вплив центрального шотландського уряду.

## Історія
Через малолітство Олександра III, загострилася боротьба за владу між придворними угрупованнями. Спочатку гору брав граф Етол Алан Доруард, але у 1252 році його було вигнано. Проти нього виступали представники роду Комінів графи Ментейт та Бахан, а також очільник шотландської церкви єпископ Сент-Ендрюсу. Але врешті король подорослішав, і за підтримки нового органу — шотландського парламенту, здобув повноту влади. Англійці йому не заважали, оскільки були зайняті черговою баронською смутою та громадянською війною.
На початку правління Олександр III енергійно просувався на захід, роблячи васалами вождів Ближчих Гебрид і неухильно тиснучи на нащадків короля Островів Сомерледа, вимагаючи визнання своєї влади. У 1263 році король Норвегії Гокон IV вирішив остаточно припинити шотландські зазіхання — висадився з військом на західному узбережжі. Битва біля Ларгсу принесла перемогу шотландцям, очоленим Олександром Стюартом. Король Гакон невдовзі помер на Оркнеях. Його син Маґнус Гаконсон визнав факт шотландської переваги та віддав у 1266 році за Пертською Угодою усі Гебриди та острів Мен.
Решта правління Олександра III позначена стабільністю та миром. Подальші негаразди часів англійської агресії та тривалих Війн за незалежність неодноразово змушували шотландців з ностальгією згадувати золоту добу доброї пам'яті короля Олександра. Коріння наступної нестабільності полягало в тому, що король пережив усіх своїх дітей, і єдиною його спадкоємицею на момент його смерті через падіння з коня у 1286 році була трирічна онука Маргарет «Норвезька Діва», донька норвезького короля Еріка II, тому країною 6 років правили Хранителі Шотландії.